# Matoufet
Le matoufet, en wallon matoufè ou encore matoufé, désigne un plat traditionnel wallon souvent préparé dans les régions de l'Ardenne et de la Famenne belges (Provinces de Namur, Liège et Luxembourg) depuis le XVIe siècle.

## Recette
Frugal, vite réalisé et peu onéreux, il était avec la traditionnelle fricassée l'un des mets les plus préparés dans cette région. 
La recette en est variable : eau (ou lait, ou mi-eau et mi-lait), œufs, farine, lardons rôtis à la poêle. La cuisson est tout aussi variable : on le mange en bouillie sur une tranche de pain à certains endroits, en sorte d'omelette ou même de galette ailleurs.

## Reconnaissance
La Confrérie gastronomique du matoufè a été fondée officiellement le 26 avril 1961 à Marche-en-Famenne.